# 3563 Canterbury
3563 Canterbury este un asteroid din centura principală, descoperit pe 23 martie 1985 de Alan Gilmore și Pamela Kilmartin.